# Rue Regnard (Paris)
Pour l’article homonyme, voir Rue Regnard.
La rue Regnard est une voie située dans le quartier de l'Odéon du 6e arrondissement de Paris, en France.

## Situation et accès
La rue Regnard est desservie à proximité par les lignes 4 et 10 à la station Odéon.

## Origine du nom

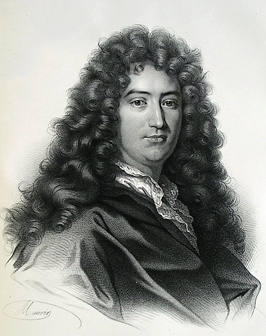
Jean-François Regnard.

La rue doit son nom au dramaturge et écrivain français Jean-François Regnard (1655-1709) en raison de sa proximité avec le théâtre de l'Odéon.

## Historique
Cette rue est ouverte sur l'emplacement de l'hôtel de Condé par lettres patentes du 10 août 1779.